# West Memphis Three

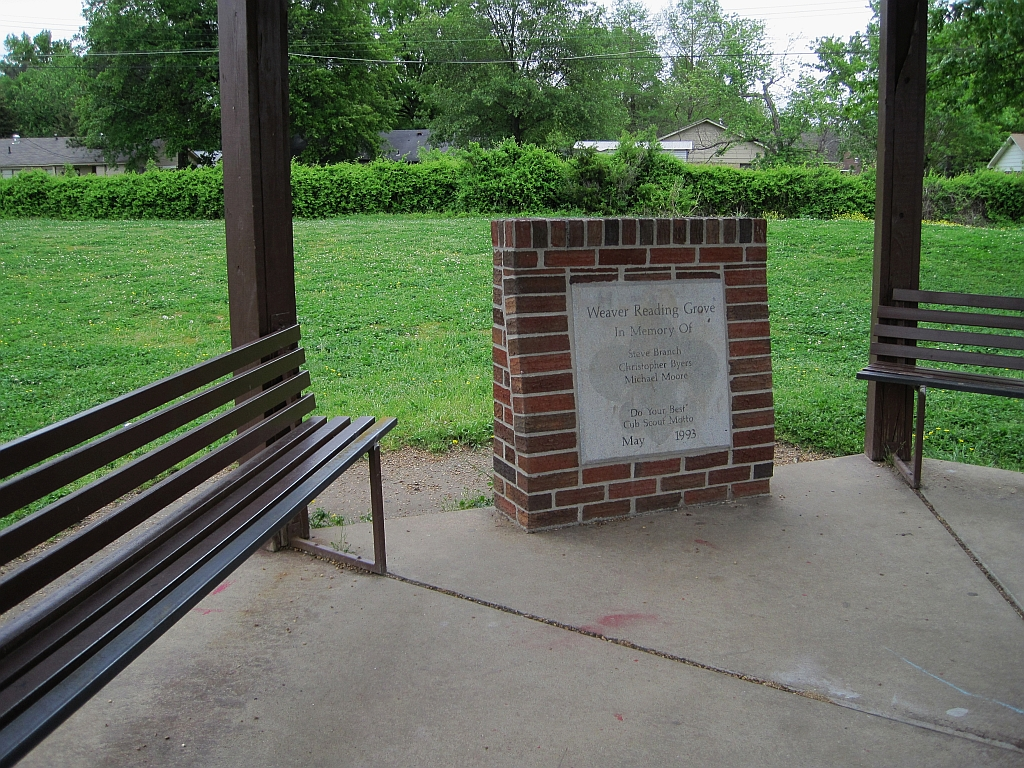
Minnesmärke över de tre mördade pojkarna Steven Branch, Christopher Byers och Michael Moore

West Memphis Three är benämningen på tre personer (födda 1974, 1977 respektive 1975) som var huvudpersonerna i ett amerikanskt rättsfall som utspelade sig i början av 1990-talet i Arkansas i USA. Tre tonåriga pojkar anklagades och dömdes för morden på tre åttaåriga pojkar.
De tre pojkarnas kvarlevor hittades omkring klockan 13.45 den 6 maj 1993 i ett skogsparti, lokalt känt som Robin Hood Hills, i West Memphis i Arkansas. En av de tre dömdes till döden, medan de två andra dömdes till livstids plus 2 x 20 års fängelse respektive livstids fängelse. Fallet fick stor uppmärksamhet efter att filmskaparna Joe Berlinger och Bruce Sinofsky gjorde tre dokumentärfilmer om fallet.   
År 2007 uppkom nya bevis, bland annat hittades på mordplatsen DNA som inte matchade någon av de anklagade. I december 2008 nekades den dödsdömde en ny rättegång. I augusti år 2011 gjorde de tre en så kallad Alford plea, en juridisk uppgörelse vari de tilläts behålla rätten att hävda sin oskuld men av formella skäl erkänna sig skyldiga i syfte att avsäga sig rätten för att kunna stämma staten på ett skadestånd. Ett eventuellt skadestånd skulle uppskattas till omkring 60 miljoner dollar för felaktigt fängslande. Med denna uppgörelse ansågs deras straff, med strafftid 18 år och 72 dagar, som avtjänade.

## Brottet

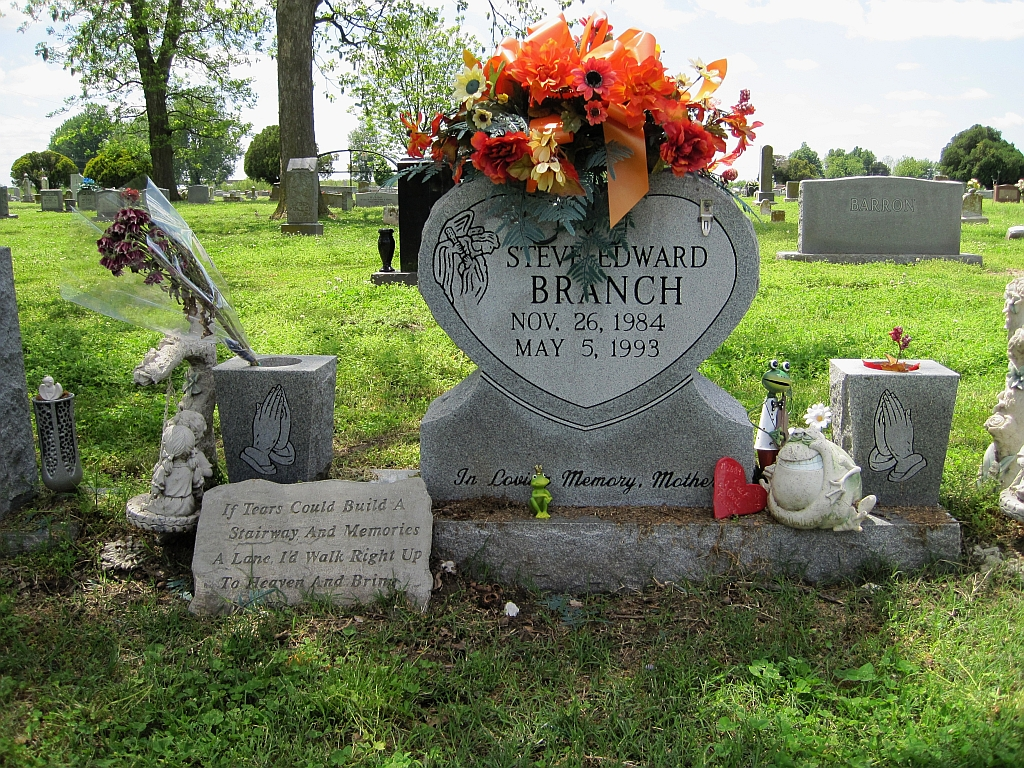
Steven Branchs grav

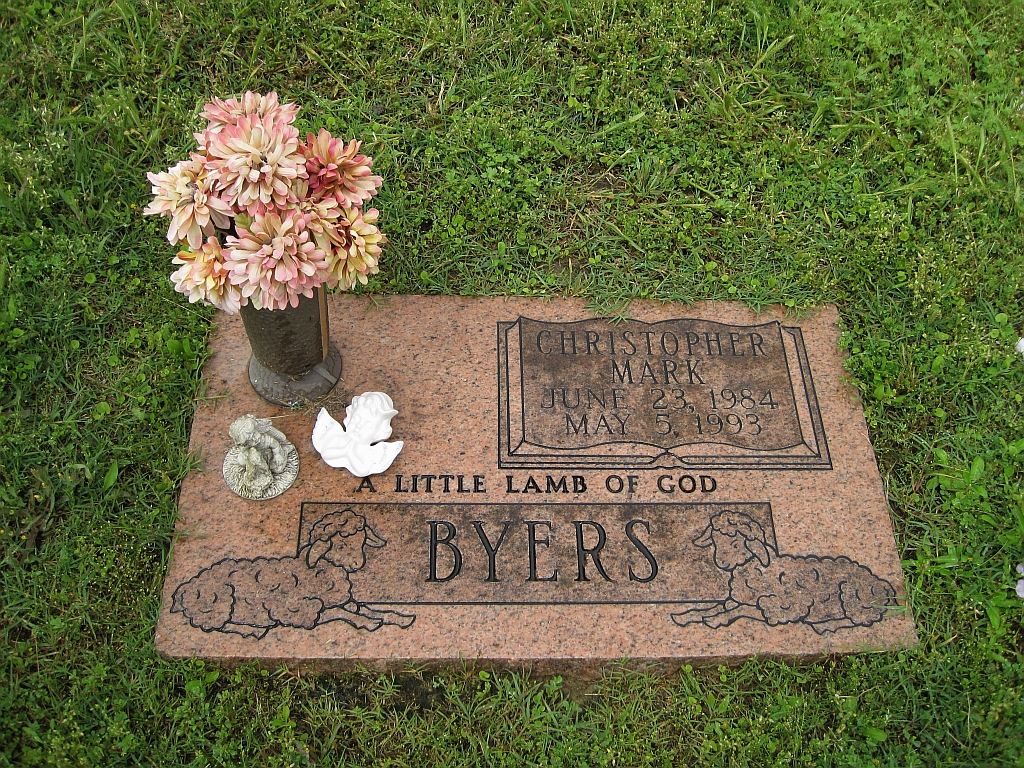
Christopher Byers grav

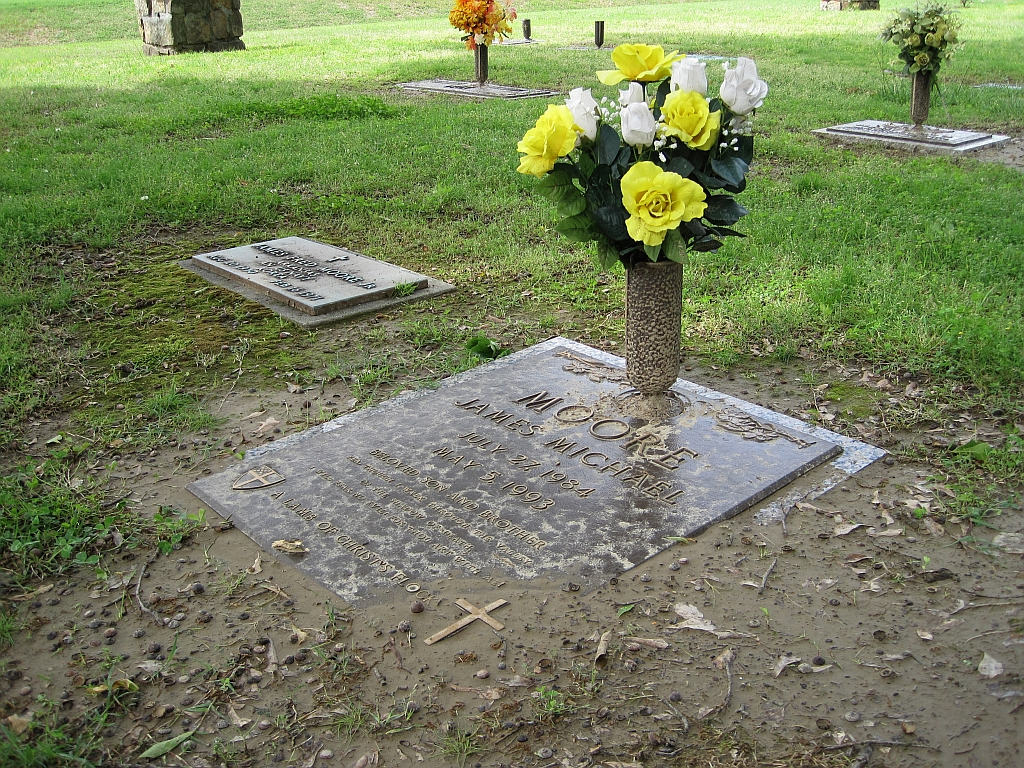
Michael Moores grav

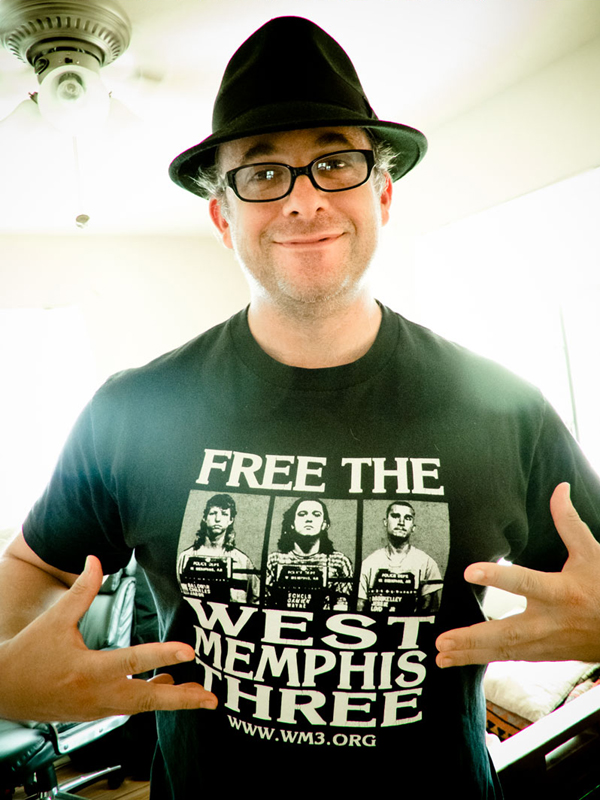
En tröja designad av WM3 Freedom Fund för insamling av pengar till stöd för de tre anklagade.

Kvällen den 5 maj 1993 anmäldes tre åttaåriga pojkar, Steven Branch, Christopher Byers och Michael Moore saknade. Den första rapporten kom från Byers adoptivfar, John Byers. Pojkarna sågs sista gången tillsammans av en granne som sade att de blivit uppringda av Terry Hobbs, Steven Branch's styvfar. Han förnekade att han sett dem överhuvudtaget den dagen. Polisen påbörjade ett sökarbete morgonen den 6 maj 1993 i utkanten av West Memphis. Runt klockan 13:45 upptäcktes en svart sko i en bäck inne i Robin Hood Hills-skogen. I samband med detta fynd hittades snart liken av de tre mördade pojkarna i vattendraget. Efter rättsmedicinska undersökningar slogs dödsorsaken fast till drunkning samt våld med trubbigt föremål. Pojkarna hittades bakbundna, vänster fotled med vänster handled och höger fotled med höger handled, med fem skosnören som tagits från offrens skor.

## Dömda
De tre dömda var mellan 16 och 18 år vid tiden för brottet. Trots att det saknades teknisk bevisning dömdes de tre tonåringarna till livstids fängelse respektive dödsstraff. Flera kända personer såsom Eddie Vedder, Disturbed, Marilyn Manson och Johnny Depp har kämpat för West Memphis Threes rätt i fallet. 
Fjorton år efter morden, år 2007, uppkom nya bevis som pekade åt ett annat håll än de för brottet dömda männen. I augusti 2011 frisläpptes alla tre utan någon rättslig omprövning genom en så kallad 'Alford Plea'. 

## Filmer
Fyra dokumentärfilmer har producerats om morden.
- Paradise Lost: The Child Murders at Robin Hood Hills, 1996
- Paradise Lost 2: Revelations, 2000
- Paradise Lost 3: Purgatory, 2011
- West of Memphis, 2012

## Musik
Disturbed har gjort låten "3" om mordet. Låten finns med på samlingsalbumet The Lost Children, utgivet 2011.

### Webbkällor
- Steel, Fiona. ”The West Memphis Three”. Tru.tv Crime Library. Arkiverad från originalet den 26 augusti 2012. https://web.archive.org/web/20120826002229/http://www.trutv.com/library/crime/notorious_murders/famous/memphis/index_1.html. Läst 14 september 2010.
- ”The 1993 Robin Hood Hills murders in West Memphis AR”. http://www.religioustolerance.org/ra_robin.htm. Läst 14 september 2010.
- Free The West Memphis Three
- Disturbed "3"
- ”Life After Death” av Damien Echols